# TRIPOD BABY
TRIPOD BABY（トライポット・ベイビー）はm-floの4thアルバム『BEAT SPACE NINE』に収録されている楽曲。元メンバーのLISAが参加している。m-flo loves LISA名義。

## 概要
オリジナルメンバーによる新曲は実質4年半振りとなる。大ヒット曲「come again」を彷彿とさせる楽曲構成になっており、PVでは「prism」のPVに登場している3人のキャラクターが再登場するなど、LISA時代を思い出させるような曲になっている。
タイトルの『TRIPOD』という単語は、m-floのデビューシングル『the tripod e.p.』にも使われている。『TRIPOD』は"3本の柱（三脚）"の意味で、m-floの在り方を象徴する言葉であり、LISA、VERBAL、☆Takuの3人がまた団結したことを表している。

### SHADOW THE HEDGEHOGとのコラボレーション
m-floがm-flo loves SHADOW THE HEDGEHOG（SEGAのゲームSHADOW THE HEDGEHOG発売を機にm-floがこのゲームCMに出るなどでコラボレーション）としてこの曲のオリジナルリミックスバージョン「TRIPOD BABY (SHADOW THE HEDGEHOG MIX)」を発表したが現在iTunes Storeでの配信でしか発売されておらず、アルバムにも収録されていない。
「TRIPOD BABY (SHADOW THE HEDGEHOG MIX)」のPVも制作され、ゲームキャラクターでもある『シャドウ・ザ・ヘッジホッグ』とコラボレーションしている。
LISAの3rdアルバム『ELIZABETH』の中にLISA loves m-flo名義で「TRIPOD BABY -CLASH the SOUND Remix-」が収録されている。

## カバー
- Angelababy（2011年、アルバム『m-flo TRIBUTE 〜stitch the future and past〜』）